# Fred M. Wilcox
Pour les articles homonymes, voir Wilcox.
Fred McLeod Wilcox, né le 22 décembre 1907 à Tazewell (Virginie) et mort le 23 septembre 1964 à Beverly Hills (Californie), est un réalisateur américain, généralement crédité Fred M. Wilcox (parfois Fred Wilcox).

## Biographie
Fred M. Wilcox est d'abord assistant-réalisateur de 1929 (débutant sur Hallelujah ! de King Vidor) à 1934, avant de passer à la réalisation en 1938 sur deux films (pour l'un, il est réalisateur de seconde équipe ; l'autre est un court métrage). Il réalise ensuite dix longs métrages entre 1943 et 1960, étant également scénariste et producteur de son dernier.
Il est surtout connu pour avoir réalisé trois films de la série cinématographique consacrée à la chienne Lassie (ex. : Le Courage de Lassie en 1946, avec Elizabeth Taylor et Frank Morgan), ainsi que le classique de la science-fiction Planète interdite (1956), avec Leslie Nielsen et Anne Francis.
Il est le frère de l'actrice Ruth Selwyn (1905-1954), née Ruth Wilcox, épouse du réalisateur Edgar Selwyn.

## Filmographie complète

### Comme assistant-réalisateur
(non crédité)
- 1929 : Hallelujah ! de King Vidor
- 1933 : Men must fight d'Edgar Selwyn
- 1933 : Turn Back the Clock d'Edgar Selwyn
- 1933 : The Solitaire Man de Jack Conway
- 1934 : Le Mystérieux Monsieur X (en) (The Mystery of Mr. X) d'Edgar Selwyn et Richard Boleslawski

### Comme réalisateur

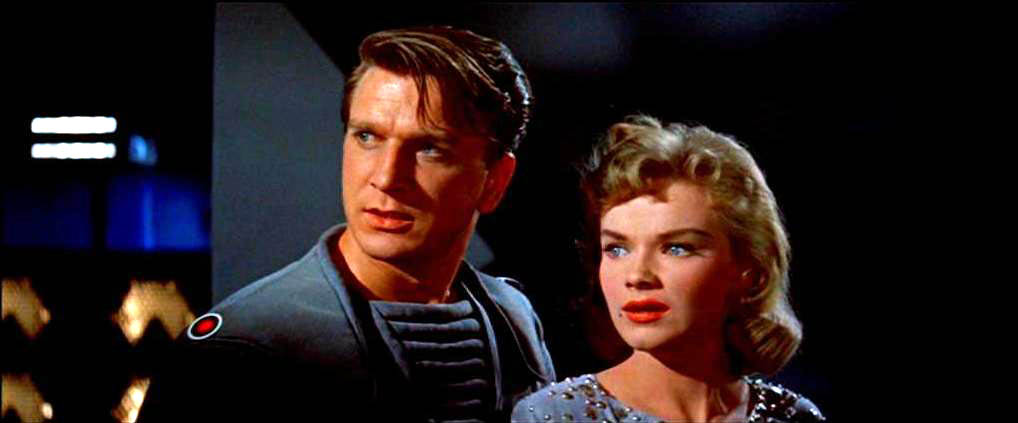
Leslie Nielsen et Anne Francis, dans Planète interdite (1956)

- 1938 : Trois Hommes dans la neige (Paradise for Three) d'Edward Buzzell (réalisateur de seconde équipe, non crédité)
- 1938 : Joaquin Murrieta, court métrage
- 1943 : Fidèle Lassie (Lassie come Home),
- 1946 : Le Courage de Lassie (Courage of Lassie)
- 1948 : Le Maître de Lassie (Hills of Home)
- 1948 : Cupidon mène la danse (Three Daring Daughters)
- 1949 : Le Jardin secret (The Secret Garden)
- 1952 : Shadow in the Sky (en)
- 1953 : L'Auto sanglante (en) (Code Two)
- 1954 : Tennessee Champ
- 1956 : Planète interdite (Forbidden Planet)
- 1960 : I Passed for White (en) (+ scénariste et producteur)